# Náprstník červený
Náprstník červený (Digitalis purpurea) je dvouletá prudce jedovatá rostlina z čeledi jitrocelovité (Plantaginaceae) vyšších dvouděložných rostlin.

## Synonyma
- Digitalis minor Linné, 1767
- Digitalis alba Schrank, 1789
- Digitalis nevadensis G. Kunze, 1846
- Digitalis purpurascens Lejeune, 1813, non Roth, 1806
- Digitalis libertiana Dumortier, 1829
- Digitalis gyspergerae (Rouy) Rouy, 1903
- Digitalis miniana Sampaio, 1905
- Digitalis speciosa Salisbury, 1796 (nom. illeg.)

## Vzhled

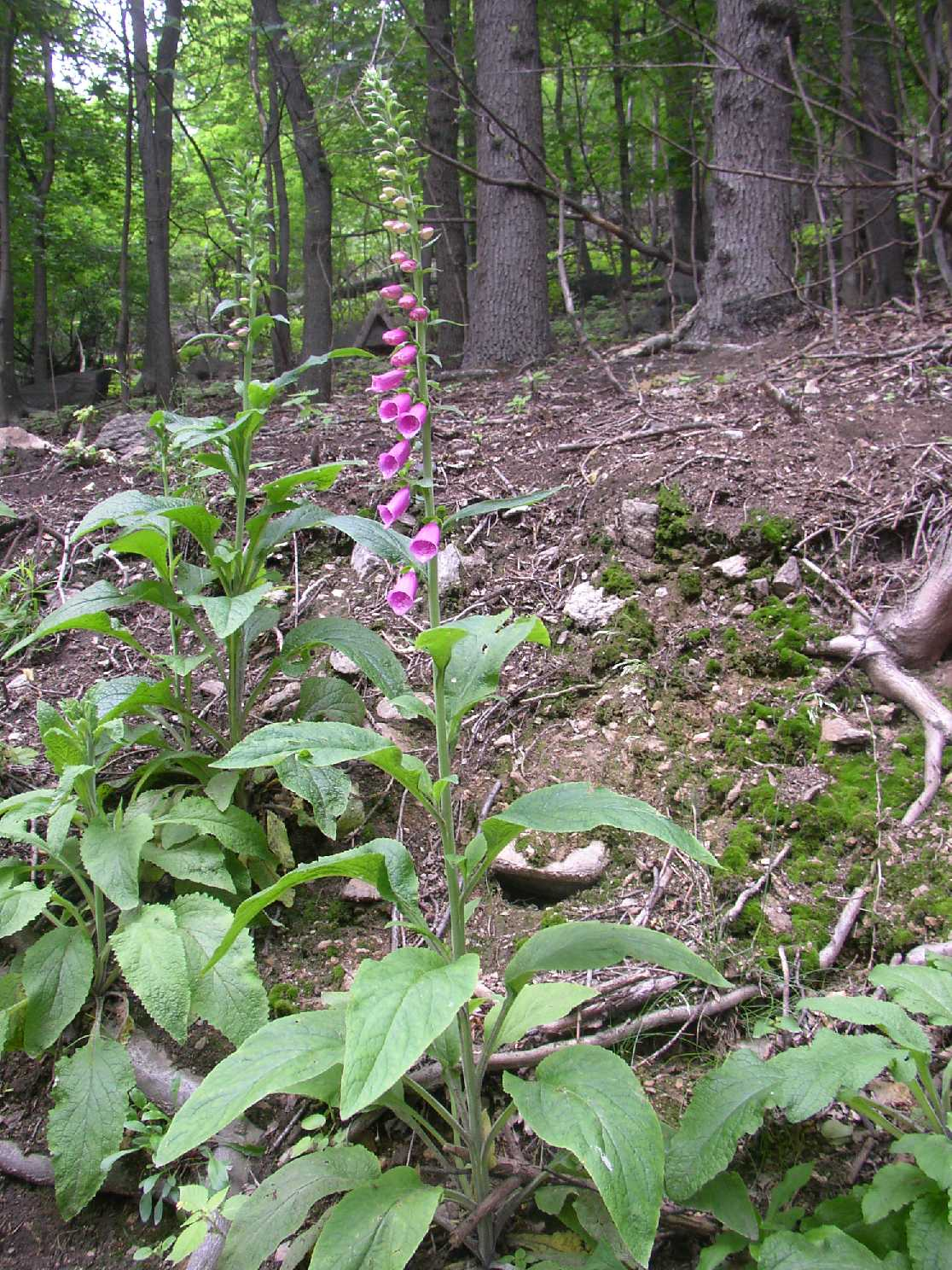
Náprstník červený v NPR Jezerka

Dvouletá (výjimečně víceletá), 60-150 cm vysoká jedovatá bylina. První rok vytváří přízemní růžici listů, druhý vyžene přímou, obvykle nevětvenou, šedě plstnatou až olysalou, zelenou až tmavočervenou a mělce rýhovanou lodyhu.
Listy jsou střídavé, vejčité až kopinaté, vroubkované až pilovité dolní dlouze řapíkaté až přisedlé, horní přisedlé, na rubu chlupaté.
Kvete v červnu až srpnu. Květy vyrůstají v dlouhém jednostranném hustém hroznu. Jejich koruny jsou trubkovitě zvonkovité, dolů skloněné. Vně jsou nachové, uvnitř se navíc vyskytují četné tmavě fialové až červené, bíle ohraničené skvrny. Mimo to ale existuje i bílá varianta (často s tmavě fialovými skvrnami uvnitř koruny) a spousta dalších vyšlechtěných různěbarevných odrůd.
Plodem je tobolka s velkým množstvím semen.

## Výskyt
Roste na prosluněných pasekách, kamenitých zarostlých stráních a ve světlých lesích od pahorkatin do hor. Dává přednost vlhkým kyprým, slabě kyselým až kyselým kamenitým půdám s vysokým obsahem humusu. Jde o velice oblíbenou okrasnou rostlinu. Je citlivý na silné mrazy bez sněhové pokrývky.

## Rozšíření
V České republice je zřejmě nepůvodní, nicméně šíří se zde od 19. století a na některých místech (např. Jeseníky, Brdy) již zdomácněl. Původní je zřejmě v jihozápadní a západní Evropě od Pyrenejského poloostrova přes Francii po Německo. Rozšířil se i do jižní Skandinávie a evropského Středomoří, ve střední Evropě zdomácněl. Zavlečen byl do některých oblastí Severní i Jižní Ameriky, jižní části Austrálie a Nového Zélandu.

## Obsahové látky

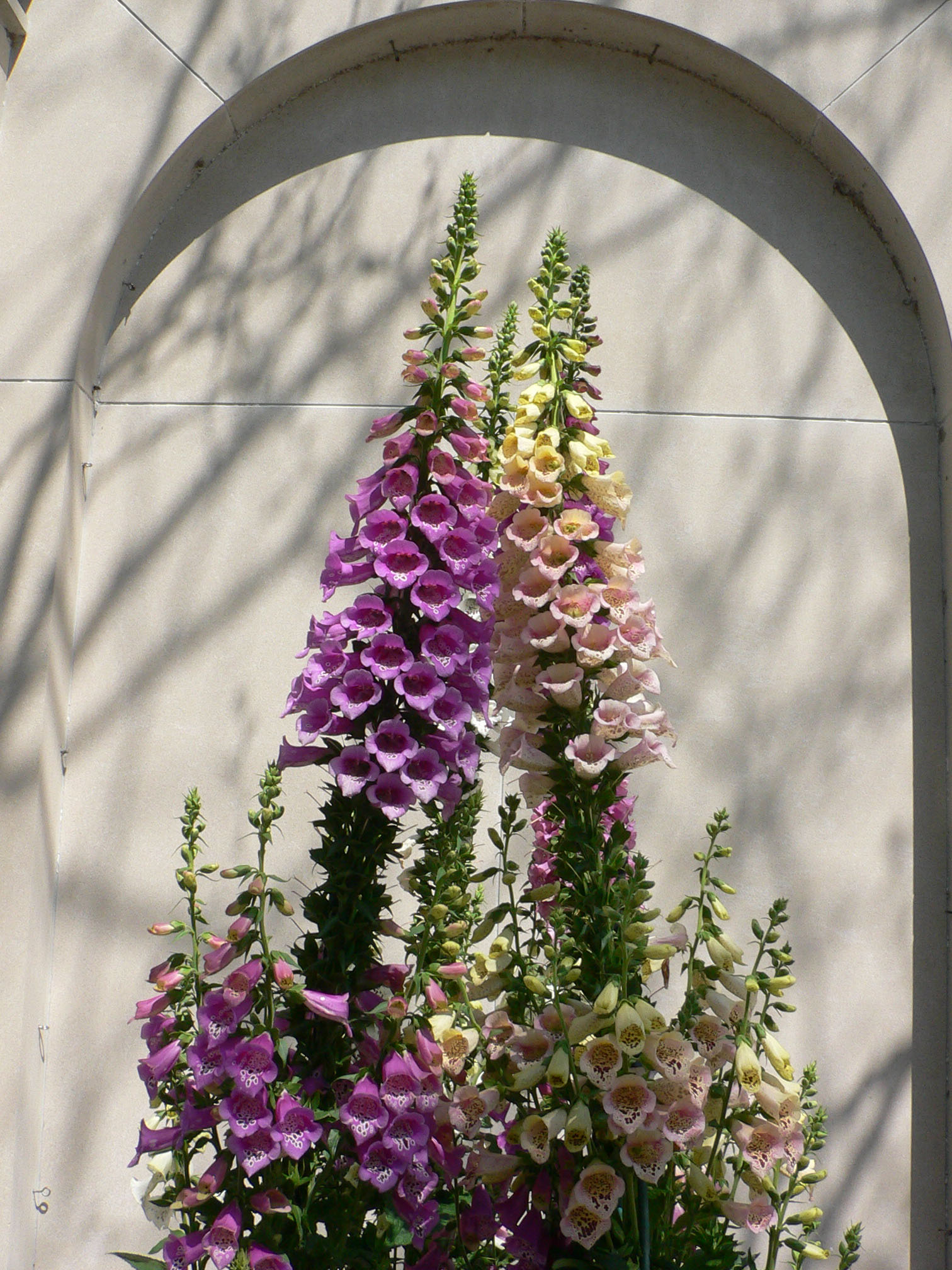
Náprstník červený – okrasné zahradní formy

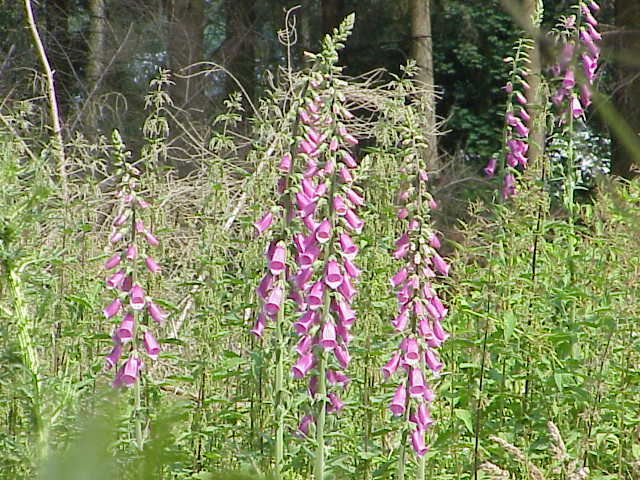
Přirozeně se vyskytující druhy mají obvykle řidší květenství a menší květy

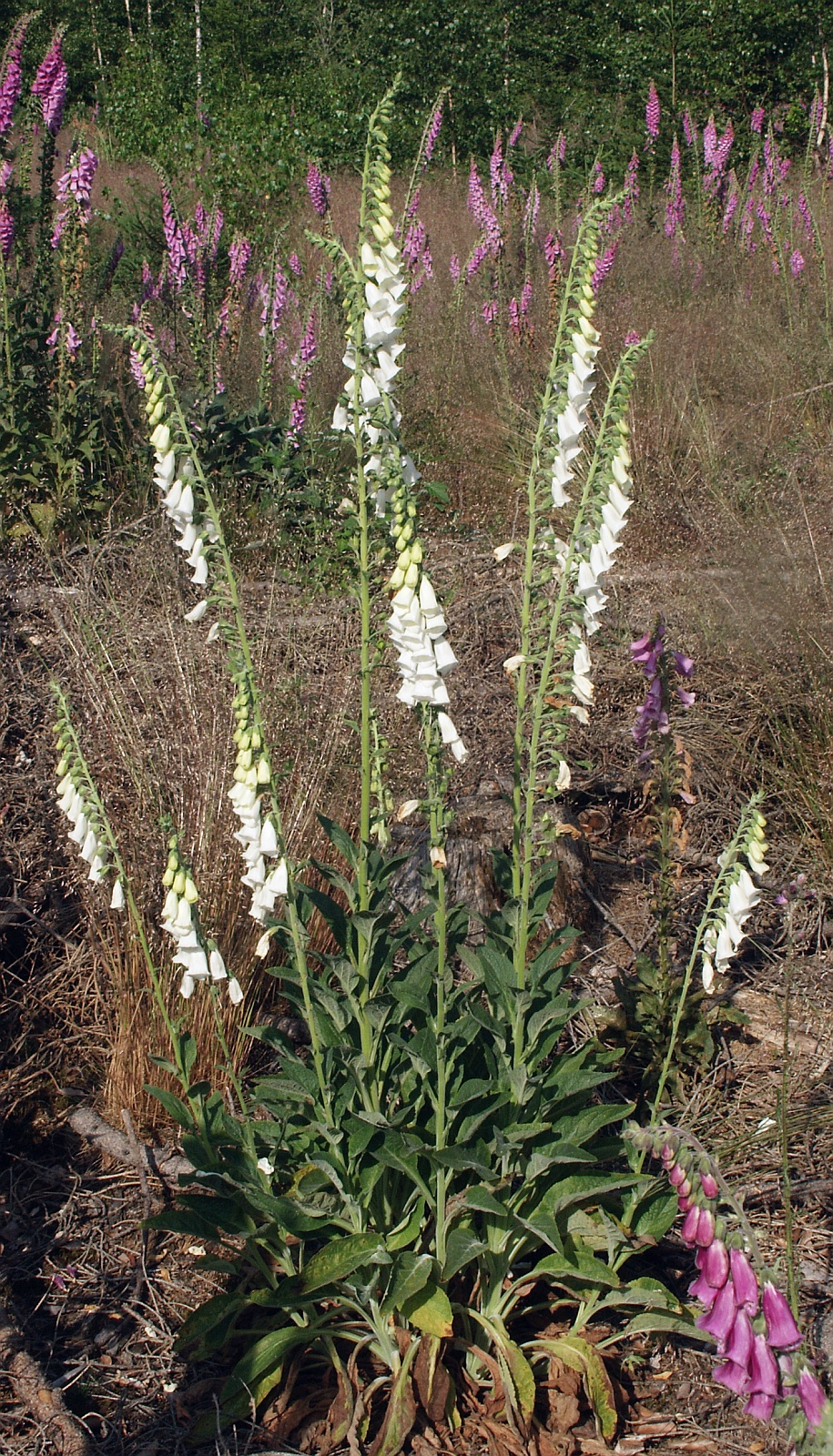
Náprstník červený se vyskytuje i v bílém provedení

Náprstníky patří k velmi dobře chemicky prozkoumaným rostlinám. Ve všech částech rostliny (a zejména v listech) jsou přítomny glykosidy, většinou se steroidním aglykonem, ovlivňující srdeční činnost. Následující výčet obsahových látek je pouhým výběrem nejdůležitějších ze zhruba stovky dosud zjištěných.

### Alkoholy
- myricylalkohol

### Karboxylové kyseliny
alifatické kyseliny
- kyselina mravenčí
- kyselina octová
- kyselina citronová

aromatické kyseliny
- kyselina gallová
- kyselina ferulová
- kyselina p-kumarová

### Glykosidy
- digitalin
- digitoxin
- digitonin
- desglukodigitonin
- diginin
- digoxin
- gitoxin
- gitostin
- verodoxin
- pelargonidin-3,5-diglukosid
- neogitostin
- purpureaglykosid A a B
- gitorosid
- gitorin
- gitostin
- digifolein

### Flavonoidy
- hispidulin

### Chinony
- digitopurpon

### Steroidy
Převážně se jedná o steroidní saponiny:
- β-sitosterol
- digitoxigenin
- tigogenin
- tigonin
- gitoxigenin

## Otravy
Žvýkání listu náprstníku způsobuje zánět v ústech, nevolnost a zvracení. Při požití toxického množství náprstníku se nejprve objevuje místní podráždění zažívacího ústrojí, zvracení, průjmy, později dojde ke zpomalení pulsu, činnost srdeční je nepravidelná, dýchání je obtížné, mohou se objevit poruchy vidění (člověk vidí předměty různě zabarvené), halucinace, hučení v uších, bolesti hlavy, závratě. Přibližně po dvou hodinách se zrychluje a slábne puls; smrt nastává zástavou srdce. Otrava se léčí podáváním dávidel, absorpčního uhlí a tříslovin (tanin, odvar z dubové kůry, silný černý čaj), nezbytné je okamžitě přivolat lékařskou pomoc. Smrtelnou dávkou pro člověka mohou být pouhé dva snědené listy náprstníku – nutno však dodat, že kvůli jejich odporně hořké chuti je obtížné je sníst.
V případě otravy je nutno okamžitě vyhledat lékaře. Při poruchách srdečního rytmu se podává digitalis-antitoxin. Prognóza ale většinou není dobrá ani při dostupném lékařském ošetření.

## Využití
Náprstník je žádaná léčivá rostlina, jako droga se užívají sušené listy (Folium digitalis) k přípravě nálevů a tinktury. Vzhledem k silné jedovatosti se nedoporučuje používat přípravky z náprstníku amatérsky, bez dohledu lékaře nebo zdravotníka. Uvedená droga je také surovinou ve farmakologickém průmyslu k izolaci chemicky čistých glykosidů pro výrobu léků.
V homeopatii se užívá k léčení srdeční slabosti, při poruchách ledvin, depresi, nespavosti a při migréně.